# 云南聚花草
云南聚花草（学名：Floscopa yunnanensis）为鸭跖草科聚花草属的植物，为中国的特有植物。分布于中国大陆的云南省等地，生长于海拔800米的地区，一般生长在山谷密林下，目前尚未由人工引种栽培。
其种加词 yunnanensis 意为“云南的”。